# Carlos Castaño
Carlos Castaño Panadero (ur. 7 maja 1979 w Madrycie) – hiszpański kolarz torowy i szosowy, brązowy medalista olimpijski oraz brązowy medalista torowych mistrzostw świata.

## Kariera
Pierwszy sukces w karierze Carlos Castaño osiągnął w 2002 roku, kiedy zwyciężył w szosowym wyścigu Vuelta Ciclista a la Comunidad de Madrid. Na rozgrywanych dwa lata później mistrzostwach świata w Melbourne wspólnie z Sergi Escobarem, Asierem Maeztu i Carlosem Torrentem wywalczył brązowy medal w drużynowym wyścigu na dochodzenie. W tym samym składzie Hiszpanie zdobyli brązowy medal w tej konkurencji również na igrzyskach olimpijskich w Atenach. Wystartował tam także w wyścigu indywidualnym, który ukończył na dwunastej pozycji. Ponadto Castaño wielokrotnie zdobywał medale mistrzostw kraju, w tym w 2004 roku był najlepszy w wyścigu punktowym.